# Liste des cathédrales de Londres
Cette page liste les cathédrales des différentes confessions chrétiennes de Londres :
- Cathédrale Saint-Paul (anglicane)
- Cathédrale de Southwark (anglicane)
- Cathédrale Saint-George de Southwark (catholique romaine)
- Cathédrale de Westminster (catholique romaine)
- Cathédrale Saint-Georges (orthodoxe d'Antioche)
- Cathédrale Sainte-Sophie (orthodoxe grecque)
- Cathédrale de Camden Town (orthodoxe grecque)
- Cathédrale catholique ukrainienne (grecque-catholique ukrainienne)